# Distretto di Jelenia Góra
Il distretto di Jelenia Góra (in polacco powiat jeleniogórski) è un distretto polacco appartenente al voivodato della Bassa Slesia.

## Geografia antropica

### Suddivisioni amministrative
Il distretto comprende 9 comuni.
- Comuni urbani: Karpacz, Kowary, Piechowice, Szklarska Poręba
- Karpacz (Krummhübel)
- Kowary (Schmiedeberg im Riesengebirge)
- Piechowice (Petersdorf)
- Szklarska Poręba (Schreiberhau)

- Comuni rurali: Janowice Wielkie, Jeżów Sudecki, Mysłakowice, Podgórzyn, Stara Kamienica

- Janowice Wielkie (Jannowitz)
- Jeżów Sudecki (Grunau)
- Mysłakowice (Zillerthal-Erdmannsdorf)
- Podgórzyn (Giersdorf)
- Stara Kamienica (Alt Kemnitz)